# Елоїза Ібарра
Елоїза Ібарра (нар. 1968) — уругвайська художниця, відома своїми графічними роботами.

## Біографія
Ібарра вивчала графічний дизайн у школі Фігарі та здобувала освіту в Національному інституті образотворчих мистецтв. Вона також займалася в майстерні майстра Нельсона Рамоса та освоювала графічні техніки у Педро Перальти.
У 2013 та 2014 роках її виставка «The Seed of Babel» подорожувала містами Сполучених Штатів. У своїй роботі вона досліджує зміни в мові, використовуючи художні гравюри та багаторазові машинні переклади оповідання Хорхе Луїса Борхеса «Вавилонська бібліотека».
У 2017 році виставка Ібарри «Mesura y Abismo» пройшла в Музеї Хуана Мануеля Блейнса в Монтевідео. Того ж року її запросили стати художником-резидентом у фонді SEA в Тілбурзі, Нідерланди.
- Почесна відзнака за живопис, 2-е бієнале молодіжного мистецтва Mosca Hnos (2001)
- Національна почесна відзнака, Міжнародний салон гравюри, Інтегрований (2005)
- Особлива згадка, Салон живопису дель Віно, INAVI, Монтевідео, Уругвай (2005)
- 1-ша премія за скульптуру, премія Фонду Зітарроса (2006)
- 3-й Національний салон гравюри, Фонд Лоліти Рубіа, Мінас, Уругвай (2006)
- Національна премія у сфері образотворчого мистецтва (2016).[3][7]